# Swedish Open 1990 (Tennis)
Die Swedish Open 1990 waren ein Tennisturnier der WTA Tour 1990 für Damen und ein Tennisturnier der ATP Tour 1990 für Herren in Båstad. Das Turnier fand vom 9. bis 15. Juli 1990 statt.